# Friedrich von der Trenck

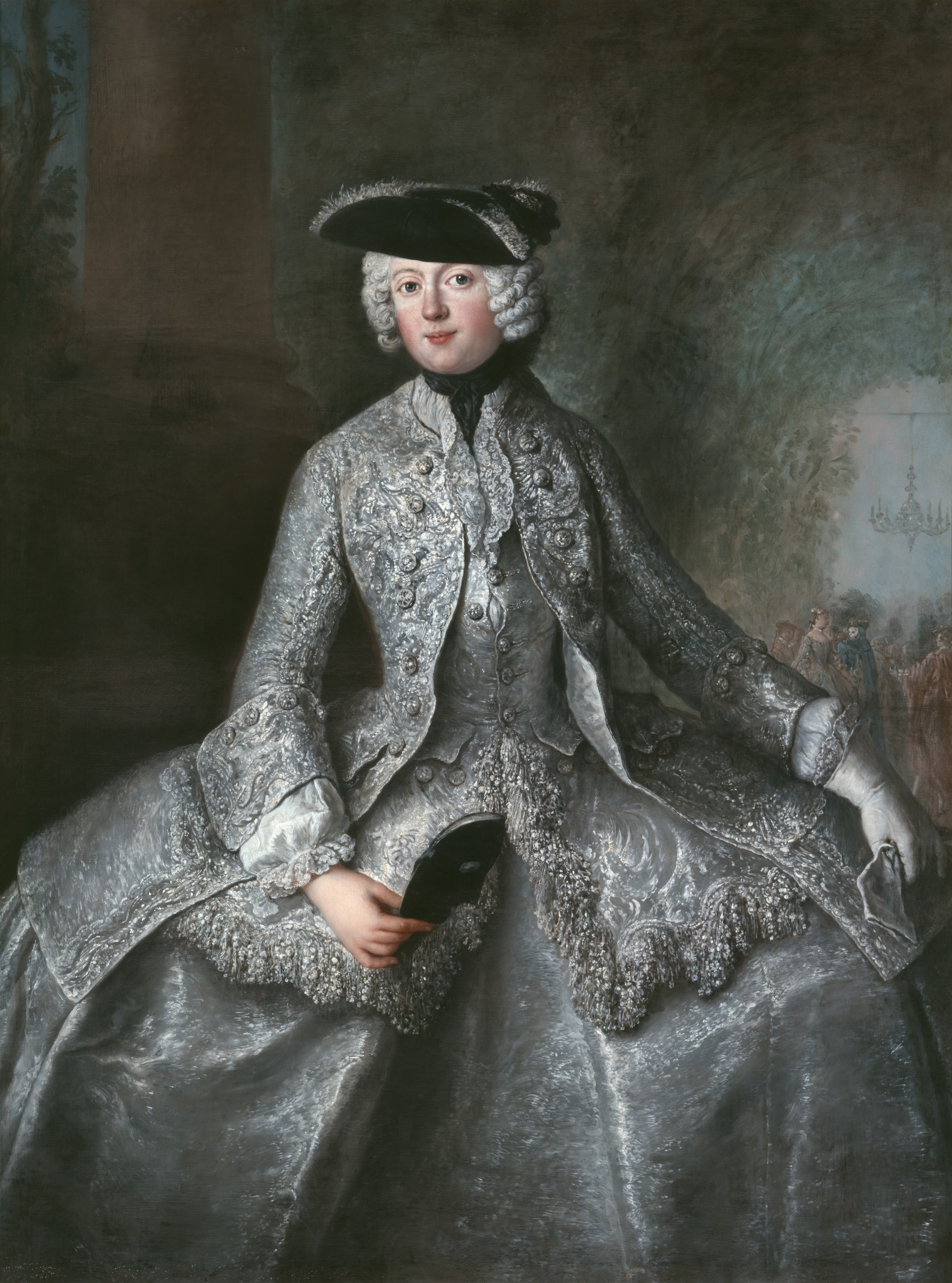
Anna Amália királyi hercegnő (Antoine Pesne udvari festő műve)

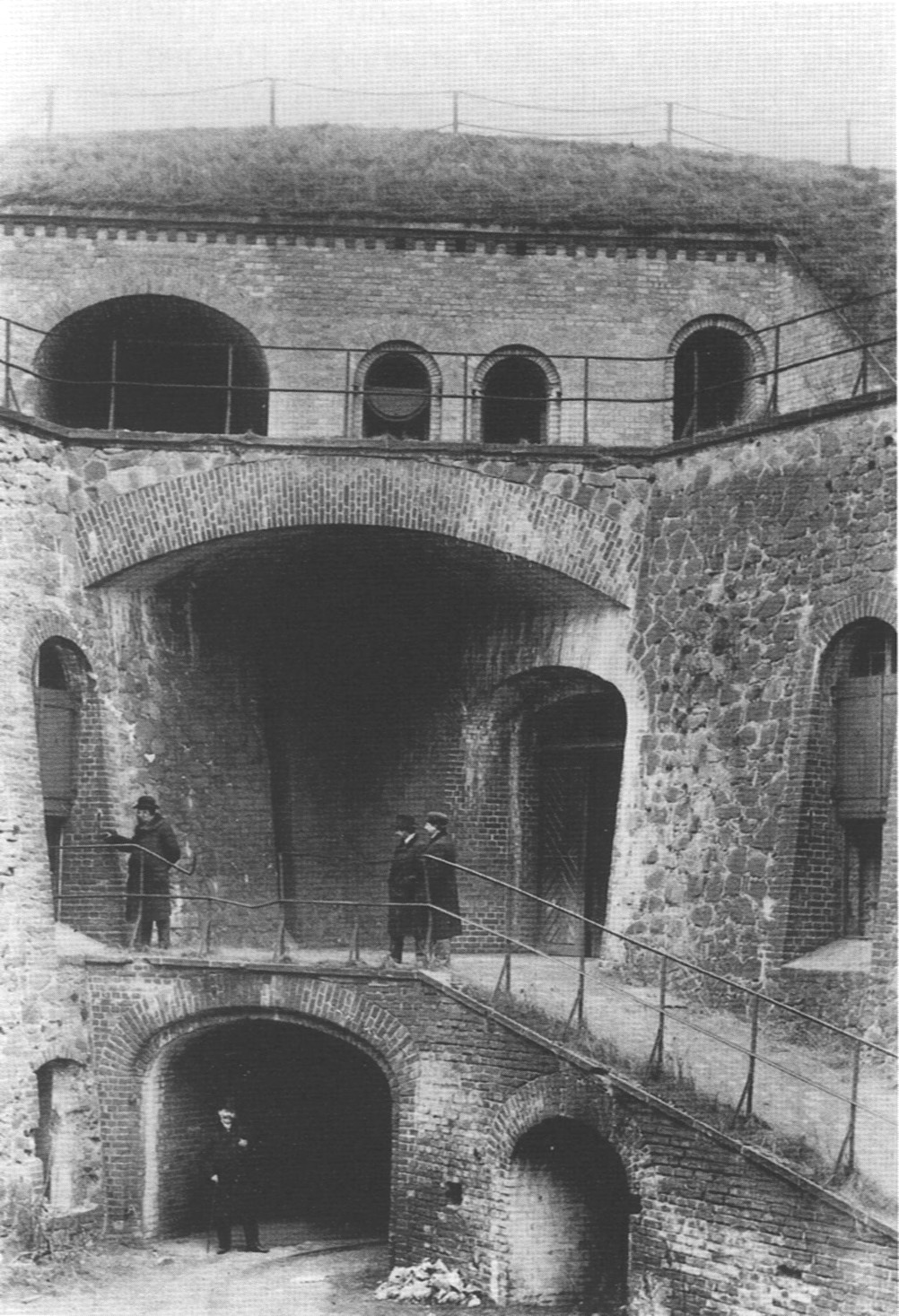
A magdeburgi Fort Berge erőd belseje

Friedrich von der Trenck báró (Friedrich Freiherr von der Trenck) (Königsberg, Kelet-Poroszország, 1726. február 16. – Párizs, 1794. július 25.), porosz lovassági katonatiszt, kalandor. (Jókai Mór: A két Trenk c. regényében ő Trenk Frigyes, a „porosz Trenk”).

## Élete

### Ifjúkora
Friedrich von der Trenck báró porosz katonacsaládból származott, 1740-ben belépett a porosz hadseregbe, ahol 1744-ben kornétási (kb. zászlósi) rangban II. Frigyes porosz király (1712–1786) segédtisztje (Ordonnanzoffizier) lett.

### Ármány és szerelem
Egy évvel később, 1745-ben, az osztrák örökösödési háború kellős közepén Trenck bárót a király parancsára letartóztatták. Ennek valódi oka máig tisztázatlan. Későbbi emlékirataiban maga Trenck azt állítja, hogy szerelmi viszonyba keveredett Nagy Frigyes legfiatalabb húgával, Anna Amália hercegnővel (1723–1787). A viszony 1744 júliusában kezdődött, amikor Amália hercegnő Stockholmba utazott nővérének, Lujza Ulrika hercegnőnek (1720–1782) Adolf Frigyes svéd trónörökössel tartandó esküvőjére. Itt találkozott II. Frigyes fiatal segédtisztjével, és bele is szeretett. Erre több korabeli forrás is utal, de nem tekinthető teljesen bizonyítottnak. Tény, hogy Trenck letartóztatása után a hercegnő labilis kedélyűvé, konokká és rosszindulatúvá vált. Sohasem ment férjhez, 1744-ben a quedlinburgi főapátsági birtok koadjutor-nője (Coadjutrix), majd 1755-ben a kolostor főapátnője lett, emellett zenetudásával és zenei szerzeményeivel nevet szerzett magának.
A letartóztatás valószínűbb oka az lehetett, hogy Trenck kapcsolatot tartott nagybátyjával, az osztrák Franz von der Trenck báróval, aki Mária Terézia szolgálatában állt. Az osztrák örökösödési háborúban Franz (akit gyakran „magyar Trenknek” neveztek) szlavóniai, horvát és szerb zsoldosokból álló szabadcsapatot vezetett a bajorok, a franciák és a poroszok ellen. E szabadcsapat pandúrkatonái 1745. szeptember 30-án, a soori csatában, Lotaringiai Károly Sándor fővezér parancsa ellenére rajtaütöttek Nagy Frigyes porosz király táborán. Elfoghatták volna magát II. Frigyest is, de ő a fosztogatás zűrzavarában egérutat nyert. (Az osztrák Trenk ezredest ezért életfogytig tartó börtönbüntetésre ítélték, a brünni várbörtönben halt meg 1749-ben).
Nagy Frigyes porosz király viszont – alapos okkal vagy anélkül – éppen saját segédtisztjét, a „porosz Trenket” gyanúsította meg azzal, hogy összejátszott az ellenséges Habsburg Birodalom szolgálatában álló nagybátyjával, a „magyar Trenkkel”. A király parancsára Friedrich von der Trenck bárót az alsó-sziléziai Glatz (ma: Kłodzko, Alsó-sziléziai vajdaság, Lengyelország) erődjébe zárták. Innen 1746-ban bravúros módon sikerült megszöknie.

### Szökésben
Előbb Moszkvába menekült, ahol egy orosz hercegnő fogadta kegyeibe, 1749-ben Bécsbe ment, ahol átvette börtönben elhunyt nagybátyjának, Franz von der Trenck bárónak örökségét. Miután a lutheránusról áttért a katolikus vallásra, lovassági századosi (Rittmeister) beosztást és rangot kapott egy Magyarországon állomásozó császári-királyi vértesezredben.

### Láncra verve
1753-ban, amikor családi ügyeit intézni óvatlanul Danzigba utazott, a porosz hatóságok ismét letartóztatták, mint osztrák kémet. II. Frigyes parancsára a magdeburgi citadella börtönébe zárták, ítélet nélkül. Egy meghiúsult szökési kísérletét követően átvitték a magdeburgi Fort Berge nevű csillagerődbe (Sternschanze). Itt kezét-lábát megvasalták, törzsére is nehéz vasláncokat kovácsoltak. Tíz éven át az erőd foglya volt, a falhoz láncolva élt. Csak a hétéves háború lezárulása után, 1763-ban engedték szabadon, Mária Terézia császárné, osztrák uralkodó főhercegnő, magyar és cseh királynő személyes közbenjárására.

### Évtizedek szabadon
A következő évtizedekben Trenck kalandos életet élt. Irodalmi műveket írt, emellett borral kereskedett. Beutazta Angliát és Franciaországot. Néhány alkalommal feltűnést keltett szélsőséges, szokatlan politikai nézeteivel. Nyilvánosan beszélt a nemesi előjogok megszüntetésének szükséges voltáról, tehát saját osztálya ellen beszélt. Többször nyoma veszett, ismeretlen utakon járt.
Régi szerelmét, Anna Amália porosz királyi hercegnőt bátyja, Nagy Frigyes király kolostorba küldte és a legszigorúbban eltiltotta a Trenck báróval való találkozástól. Amikor Frigyes 1786-ban elhunyt, a rákövetkező évben Trenck báró kieszközölte, hogy még egyszer meglátogathassa a 64 éves hercegnőt, aki visszavonultan élt Berlinben, megromlott egészséggel, látását szinte teljesen elveszítve. A magányos hercegnő 1787-ben, az utolsó találkozás után kis idővel meg is halt.
Friedrich von der Trenck báró 1794-ben a forradalmi Párizsban tűnt fel, a jakobinus diktatúra idején. Nem tisztázott, milyen céllal utazott oda, rajongó magánemberként-e, vagy hivatalos megbízással, az osztrák kormány megfigyelőjeként. Kémtevékenység vádjával a Forradalmi Törvényszék elé került, amely különösebb jogi huzavona nélkül halálra ítélte. A polgári egyenlőség idealista bajnoka 1794. július 25-én a forradalmi nyaktiló alatt fejezte be életét. Három nappal később, július 28-án maga Robespierre is követte őt a vérpadon, és ezzel lezárult a Közjóléti Bizottság rémuralma, a „Terreur”.

## Művei
- Trenk Fridrik báró emlékezetre méltó életének históriája; s.n., s.l., 1788
- Trenk Friderik: A matzedóniai vitéz; ford. Laczkovics János; s.n., s.l., 1790
- Mérő-serpenyő, mellyel a' fejedelem' és a' papság' hatalmát öszvé mérte Trenck; s.n., s.l., 1790
- A' nemes-szívű magyarokhoz eggy az ország' napjához illő levélben; s.n., s.l., 1790
- Trenck Frigyes élete és csodálatos kalandjai. Önéletrajz; ford. Ilosvai Hugó; Révai-Salamon Ny., Bp., 1903
- Trenck Frigyes báró emlékezetes élettörténete; vál., ford., jegyz., utószó Zsigmond Gyula; Európa, Bp., 1989 (Emlékezések)
- Trencks sämtliche Gedichte u. Schriften (Trenck összes írásai és költeményei), Lipcse, 1786 (8 kötet)
- Des Friedrich Freiherrn von der Trenck merkwürdige Lebensgeschichte. Von ihm selbst als ein Lehrbuch für Menschen geschrieben, die wirklich unglücklich sind oder noch gute Vorbilder für alle Fälle zur Nachfolge bedürfen (Trenk Frigyes báró emlékezetes élettörténete, amelyet enmaga írt, tankönyvként azok számára, kik szerencsétlenek, vagy a'kik mindenfajta követendő jó példákat keresnek), önéletrajzi írás, megjelent 1787-ben három kötetben, a címlapon Christoph Wilhelm Bock rézmetszetével, amely Trencket a magdeburgi várbörtönben, láncraverve ábrázolja. A mű nem mentes sem a kitalált történetektől, sem a költői túlzásoktól.
- Trenck kontra Mirabeau avagy politikus-kritikus bevilágítás a berlini udvar titkos történetébe, több fontos államtani megjegyzések mellett, vitairat Mirabeau gróf „Histoire secrète de la Cour de Berlin” („A berlini udvar titkos története”) c. műve ellenében. Megjelent 1788-ban, francia és német nyelven.
- Bilanx inter potestatem Imperantis ac Ecclesiae prout illam Trenck ponderat, antiklerikális szellemű röpirat, 1790

## Külső hivatkozások
- Trenck és Amália hercegnő afférjának története.
- Trenck és Amália hercegnő afférjának története, más leírásban.
- A magdeburgi erőd, Trenck börtöne.

## Szépirodalom
- Jókai Mór: A két Trenk, regény, Magyar Elektronikus Könyvtár
- Jókai Mór: Trenk Frigyes, regény, Magyar Elektronikus Könyvtár
- Louise Mühlbach : Maria Theresia und der Pandurenobrist Trenck, regény, Verlag Karafiat, Brünn, 1861–62
- Bruno Frank : Trenck. Roman eines Günstlings, regény, Berlin, 1926

## Játékfilm
- Trenck báró különös élettörténete(wd) (Die merkwürdige Lebensgeschichte des Friedrich Freiherrn von der Trenck), német–osztrák–francia–olasz televíziós sorozat, 1972, rendezte: Fritz Umgelter. Trenk Frigyes szerepében Matthias Habich, Amália hercegnő: Nicoletta Machiavelli, II. Frigyes: Rolf Becker, Trenk Ferenc: Glauco Onorato
- Trenck – Zwei Herzen gegen die Krone, német TV-film, ZDF, 2003, rendezte: Walter Kärger és Gernot Roll. Trenk Frigyes szerepében Ben Becker. Amália hercegnő: Alexandra Maria Lara. (Az 1972-es film főszereplője, Matthias Habich e filmben Habich tábornok szerepét kapta). A rendezők a történelmi tényeket és az emlékiratokat e filmben igen szabadon kezelik.